# 夕暮れて
『夕暮れて』（ゆうぐれて）は、NHK総合テレビジョンの『ドラマ人間模様』で1983年1月16日から1983年2月20日まで放送されたテレビドラマ。
放送ライブラリーでは第1回が公開。

## 概要
中年夫婦の物語。

## キャスト
瀬島喬子
演 - 岸恵子
瀬島喜一
演 - 笠智衆
瀬島慶治
演 - 佐藤慶
瀬島恒夫
演 - 佐藤浩市
大八木昇
演 - 米倉斉加年
賀川由加利
演 - 真野あずさ
山崎光子
演 - 長岡輝子
平野実
演 - 島田紳助

## スタッフ
- 作 - 山田太一[1]
- 音楽 - 山本直純[1]
- テーマ曲 - ベニー・グッドマン「メモリーズ・オブ・ユー」
- 制作 - 勅使河原平八[1]
- 美術 - 斉藤博巳[1]
- 技術 - 森野文治[1]
- 効果 - 加藤宏[1]
- 照明 - 川原崎賢明[1]
- カメラ - 立川岩雄[1]
- 音声 - 原和義[1]
- 記録 - 松田和子[1]
- 演出 - 深町幸男[1]、菅野高至

## 視聴率[4]
第1回22.3%、第2回18.8%、第3回17.9%、第4回19.0%、第5回20.9%、最終回20.2%。

## 関連文献
- 山田太一『夕暮れて』大和書房、1983年1月25日。